# Eva Vila
Eva Vila Purtí (Barcelona, 1975) és una directora de cinema, guionista i música espanyola.

## Trajectòria
En el 2008, Vila va realitzar el seu primer llargmetratge documental: B-Side: la cara B de la música en Barcelona (2008) que es va presentar en els festivals internacionals de Rotterdam, DocLisboa, Cali, Varsòvia, Càller i In-Edit Barcelona, així com en el cicle de cinema de la National Gallery de Washington i la Universitat de Nova York, rebent molt bon acolliment en tots ells. Aquest film s'endinsa en els processos de creació musical i en el recorregut que hi ha fins a la interpretació final amb música contemporània o jazz avantguardista.
La formació musical de Vila proporciona a les seves pel·lícules un component musical que fa que l'espectador gaudi d'una forma diferent les imatges. En ella participen músics de l'experimentació, la improvisació i l'avantguarda musical catalana, com Joan Saura († 2012) i Oriol Perucho († 2016), en el que es coneix com a «ciutat creativa».
En 2009, va tornar a conjuminar la seva formació com a crítica d'art i musical en el documental sobre la vida del compositor català Josep Soler i Sardà El espacio de uno mismo. Ja, el 2011, Vila realitzà Bajarí (Barcelona en caló), una pel·lícula en la qual planteja el sentit de pertinença a una comunitat determinada, la dels gitanos catalans, un entorn pròxim però ocult de la Barcelona més desconeguda que sempre ha estat aquí. Fou nominada al Gaudí a la millor pel·lícula documental de 2013.
La seva obra Penélope (2017) es va estrenar dins de la Secció Oficial a concurs del 14è Festival de Cinema Europeu de Sevilla. Amb motiu de l'estrena d'aquesta pel·lícula, en la qual intenta reescriure la Odissea adaptada al nostre temps, va parlar de la seva concepció del cinema en el qual els diferents gèneres es fonen. Va explicar com al principi no es va plantejar si anava a fer un documental o una pel·lícula de ficció, sinó que va començar treballant en el guió per a fer una pel·lícula, sense més. Vila considera que cada història necessita d'un llenguatge cinematogràfic específic per a transmetre el que es vol.
A més de dirigir les seves pel·lícules, participa i col·labora en nombrosos projectes. Per exemple, va exercir de productora delegada de les pel·lícules de Isaki Lacuesta, Mercedes Álvarez i Ricardo Íscar, entre d'altres. També ha treballat en els films col·lectius realitzats per Víctor Kossakovsky, Claire Simon, Avi Mogravi i Serguei Dvortsevoi en col·laboració amb la Universitat Pompeu Fabra, en la qual coordina des de 2003 un Màster en Documental de Creació. Participa en projectes expositius i discogràfics, i és membre del grup de professionals independents que constitueixen el comitè executiu del Consell de Cultura de la Ciutat de Barcelona.

## Filmografia
- 2008 – B-side: Music in Barcelona. Documental.
- 2009 – El espacio de uno mismo. Documental.
- 2011 – Bajarí. Documental.[8]
- 2017 – Penélope. Llargmetratge.[9]